# Gorni (Primórie)
|  | Per a altres significats, vegeu «Gorni». |

Gorni (en rus: Горный) és un poble (possiólok) del krai de Primórie, a l'Extrem Orient de Rússia, que el 2018 tenia 51 habitants.